# Portal Knights
Portal Knights ist ein Action-Rollenspiel aus dem Jahr 2016.

## Handlung und Spielwelt
Böse Mächte haben die Welt in Einzelteile zersplittert und mit Hilfe von Portalen können die Spieler in der klötzchenartigen 3D-Welt zwischen Wäldern, Wüsten und Steppen hin- und herreisen. Aufgabe des Spielers ist es, die mystischen Splittersteine zu finden und damit magische Tore zu reparieren, die die Reise in der geteilten Welt und die Heilung des Planeten ermöglichen.

## Spielprinzip
Portal Knights kombiniert das Erkunden und Bebauen der Spielwelt (Sandbox-Game) sowie Bekämpfen von Monstern mit Rollenspiel- und Survival-Elementen. So kann der Spieler Werkzeuge, Waffen und andere Gegenstände herstellen (Crafting), Behausungen errichten und Quests von Nicht-Spieler-Charaktern annehmen. Ab und an kommt es dabei auch zu einem Kampf mit einem Endgegner. Das Spiel kann sowohl allein als auch mit bis zu drei weiteren Spielern gleichzeitig gespielt werden (Koop-Modus). Zwei Personen können ebenfalls im Split-Screen-Modus spielen. Dabei stehen den Spielern die Klassen Magier, Waldläufer und Krieger zur Verfügung. Im Juni 2019 wurden mit einem kostenpflichtigen DLC die Klasse Schurke und das Elfen-Volk hinzugefügt.

## Entwicklung und Veröffentlichung
Das Spiel wird von dem deutschen Entwicklerstudio Keen Games entwickelt und von dem italienischen Computerspielepublisher 505 Games vermarktet. Erstmals wurde das Spiel am 25. Februar 2016 im Rahmen des Steam-Early-access-Programms veröffentlicht. Bis zum 31. Januar 2017 hat sich das Spiel über 330.000-mal verkauft. Am 18. Mai 2017 erschien außerdem eine Version für die Xbox One und PlayStation 4 und die Early-access-Phase wurde beendet. Über ein Viertel der Käufer stammt aus China.
Am 23. November 2017 wurde das Spiel im eShop der Nintendo Switch veröffentlicht und seit dem 13. Februar 2018 auch im Einzelhandel. Am 6. Dezember 2017 erschien das Spiel auch für Android und iOS.

## Rezeption

### Auszeichnungen
Das Spiel gewann den Deutschen Entwicklerpreis 2016 in der Kategorie „Bestes Onlinespiel“ 2016 und wurde ebenfalls für das beste Spieldesign, das beste deutsche Spiel und die beste technische Errungenschaft nominiert. 2017 hat das Spiel den Deutschen Computerspielpreis in der Kategorie „Bestes deutsches Spiel“ gewonnen. Außerdem gewann das Spiel den Kindersoftwarepreis TOMMI 2017.

### Kritiken
Aufgrund des Klötzchenbau-Prinzips wird das Spiel häufig mit dem Spiel Minecraft verglichen. Im Gegensatz dazu wird aber mehr Wert auf das Spielprinzip mit den Portalen, Rollenspielelementen und deren Hintergrundgeschichten gelegt und bietet in manchen Bereichen mehr Möglichkeiten an. Die komplexeren Details aus Minecraft wie Schaltungen und Anlagensysteme fehlen aber. Gelobt werden außerdem die schönere Optik, die Hintergrundmusik und die Atmosphäre in dem Spiel. Bemängelt wird der abgespeckte Vergleich zum Original, fehlende Funktionen, Komplexität und Tiefgang in einigen Bereichen, Spielfehler und fehlende Langzeitmotivation. Zielgruppe stellten eher junge Spieler dar. Auf Metacritic erhielt das Spiel eine Durchschnittswertung von 72 %.